# لیندهولتس
لیندهولتس (به آلمانی: Lindholz) یک شهر در آلمان است که در فرپومرن-روگن واقع شده‌است. لیندهولتس  ۷۱۸ نفر جمعیت دارد.